# Stade de Al-Merrikh
Stade de Al-Merrikh to wielofunkcyjny stadion znajdujący się w mieście Omdurman, w Sudanie. Został oddany do użytku w roku 1965. Na tym stadionie swoje mecze rozgrywa drużyna Al-Merrikh. Stadion posiada 42 000 miejsc siedzących.